# Itame fulva
Itame fulva är en fjärilsart som beskrevs av W. Warren 1900. Itame fulva ingår i släktet Itame och familjen mätare. Inga underarter finns listade i Catalogue of Life.